# Porsche-Diesel AP 16

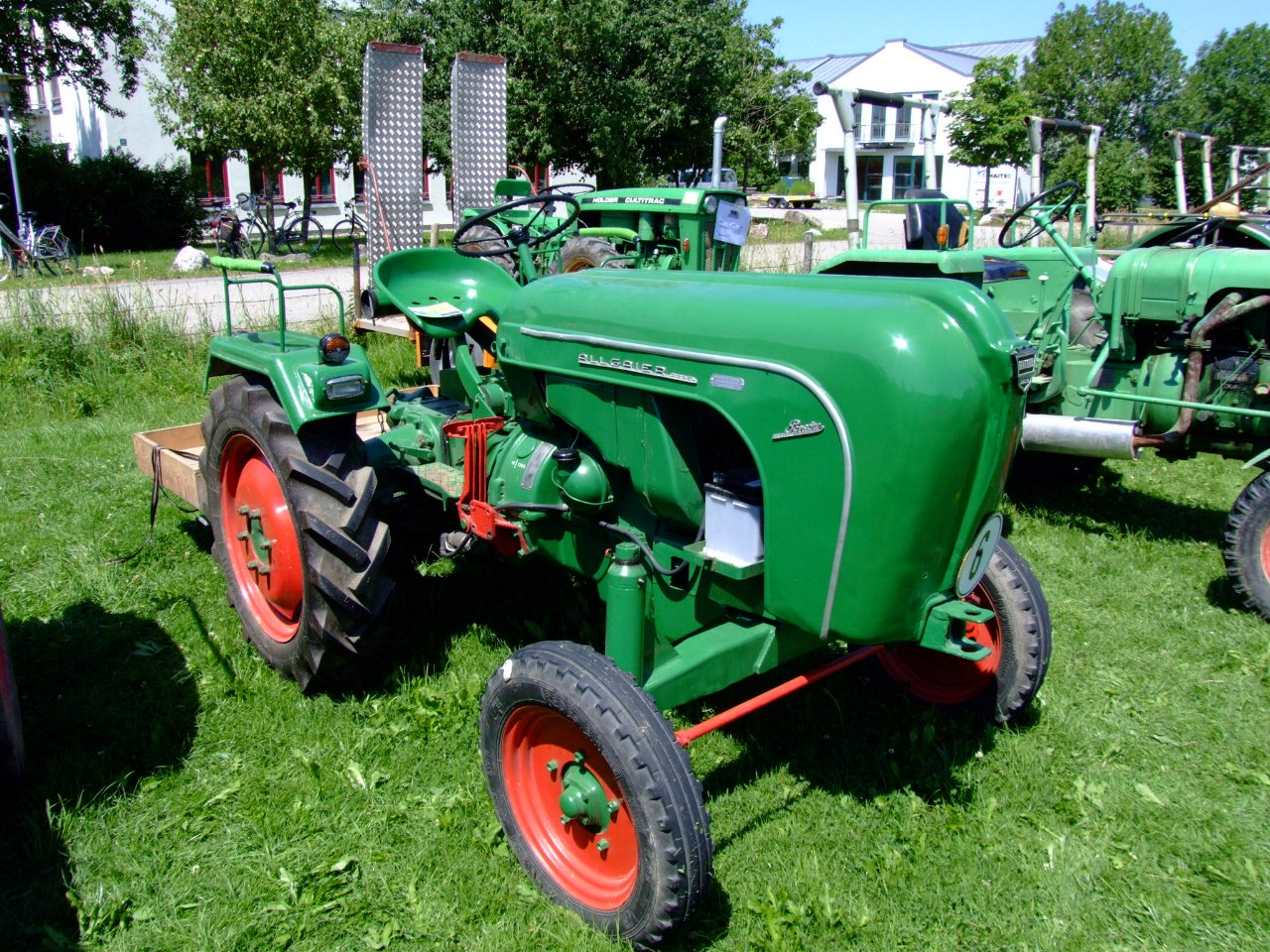
Tracteur AP 16 d’Allgaier

Le Porsche-Diesel AP 16 est un tracteur fabriqué par Porsche-Diesel Motorenbau GmbH, basé à Friedrichshafen sur le lac de Constance et qui a repris la production de tracteurs AP 16 d’Allgaier Werke de 1950 à 1951.
Le prédécesseur du Porsche-Diesel AP 16 était le tracteur Type 313, une nouvelle édition du tracteur populaire de 20 ch. L’AP 16 pesait entre 950 et 1 017 kg et possédait un moteur de 16 ch destiné à être remplacé dans l’AP 17. Le moteur Diesel à 2 cylindres en ligne et 4 temps avec chambre de turbulence refroidi par air était équipé d’un refroidissement par air, ce qui signifie que la gamme était plus bruyante en termes de niveau sonore, mais il nécessitait relativement peu d’entretien.